# 讃美歌21
讃美歌21（さんびかにじゅういち）は、日本基督教団讃美歌委員会によって、1997年編纂・出版された讃美歌集。

## 経緯
- 1970年頃より讃美歌 (1954年版)には教会の現実と使命にふさわしくないものを多く含んでいるという自覚が深まり、内外から批判を受けるようになり、賛美歌の根本的な見直しを始めた。
- 1992年『改訂讃美歌集試用版』を刊行した。
- 1997年『讃美歌21』が出版される。

## 目標
- 現代にあって、信仰を証する歌
- 歌い継がれてきた歴史的遺産を、新しい視点と用途で生かせる歌。
- 公同礼拝に相応しい歌
- 宣教の使命のための歌
- エキュメニカルな視野を持つ歌。
- 世界各国、各民族の讃美、日本人の作品を含む。（英米だけでなく、韓国語、スロヴァキア語、スワヒリ語、タミル語、パンジャブ語、ヒューロン語、フィリピノ語の曲を収録している。）
- 礼拝以外の場でも、使用できる作品
- 歌詞や音楽が、現代人に理解できて、かつ感性に合う歌。

## 特徴
- 従来の讃美歌は文語体がおもであったが、口語体の歌を多く収録する。口語体は文語体より、含む意味が限られることなどから、議論があった。現在も1954年版の讃美歌集を使う教会は少なくない。また、日本基督教団以外の教会にも用いられている例がある。
- 曲の終止に、従来はほぼ例外なく付されていた「アーメン」は、「必要に応じて」使えるように譜面上は別記とされている。「アーメン」自体を付さない曲もある。
- 記譜法は曲によってさまざまとなり、拍子記号のないものや、小節の区切りがないものなどもある。

## 神学

### 批判
東京神学大学の大住雄一教授による讃美歌21の批判を３点挙げる。
1. 390番「世界の民は集められて」について。以前の歌詞は「四方の国より選ばるれど」であるが、それが「世界の民は集められて」 に変えられたということは、もともとあった「選びの信仰」を削除したことになる。
2. 298番「主は人の罪を負いたまえば」について。原詩では「造り手が被造物のために」という逆説が語られているにもかかわらずそれが見逃されている。つまり、イエス・キリストを三位一体の第二位格として捉えるのではなく、単なる「我らの模範」としてしか捉えられていないのではないか。
3. 433番「あるがまま我を血をもて贖い」について。もともとあった悔い改めの言葉を削除してしまっている。悔い改めとは、目を天に上げることもできず、「罪人の私を憐れんでください」と言った徴税人のように、罪人が罪人のまま、御前に立つことであって、ありのままの人間は悔い改めなくていい、ということではない。